# Route nationale 425
Pour les articles homonymes, voir Route 425.
La Route nationale française 425 ou RN 425 est une très courte route nationale française. Numérotée d'après la RN 25 dont elle est l'antenne, elle permet de relier celle-ci à la RN 17 et fait ainsi partie du contournement d'Arras.

## Tracé actuel

### Historique
Ouverte en 1958 sous le nom de RN 25c, elle est renumérotée en RN 425 en 1978 à la suite du déclassement de l'ancien tracé[réf. nécessaire].
La bretelle d'accès RN 25/RN 425 a été déplacée plus à l'ouest en 1995 à la suite de travaux de nivellement[réf. nécessaire].
En 2000, la section reliant la bretelle de la RN 25 au giratoire avec la RD 937 est intégré dans la RN 25 pour assurer la continuité totale de cette dernière, amputant ainsi la RN 425 de la moitié de sa longueur[réf. nécessaire].

### Itinéraire
- Échangeur entre N 17/D 917 et N 425.
- Intersection entre D 49e1.
- Intersection entre N 425 et N 25.

## Ancien tracé
La route nationale française 425 ou RN 425 était une route nationale française reliant Saint-Martin à Entzheim.
À la suite de la réforme de 1972, la RN 425 a été déclassée en RD 425 et une partie de son tracé a été repris par l'A 35. La partie de l'autoroute qui n'est pas encore terminée et les traverses de villages constituent une partie de la nouvelle RN 422 (pour plus de précisions, voir l'article de la 422).
Voir le tracé de la RN425 sur GoogleMaps

### Ancien tracé de Saint-Martin à Barr D 425
- Saint-Martin où elle se détachait de la RN 424 (km 0)
- Breitenbach (km 2)
- Col du Kreuzweg
- Le Hohwald d'où part la RN 426 (km 13)
- Andlau (km 22)
- Eichhoffen (km 24)
- Mittelbergheim (km 25)
- Barr (km 26)

La route a ensuite un tracé commun avec la RN 422 jusqu'à Goxwiller

### Ancien tracé de Goxwiller à Entzheim A 35 / RN 422
Les tronçons autoroutiers sont renommés A35, les traversées de villages RN 422
- Niedernai (km 35)
- Innenheim (km 41)

et elle rejoignait la RN 392 sur la commune d'Entzheim. (km 46)